# Engelse dominicanessen (Brussel)

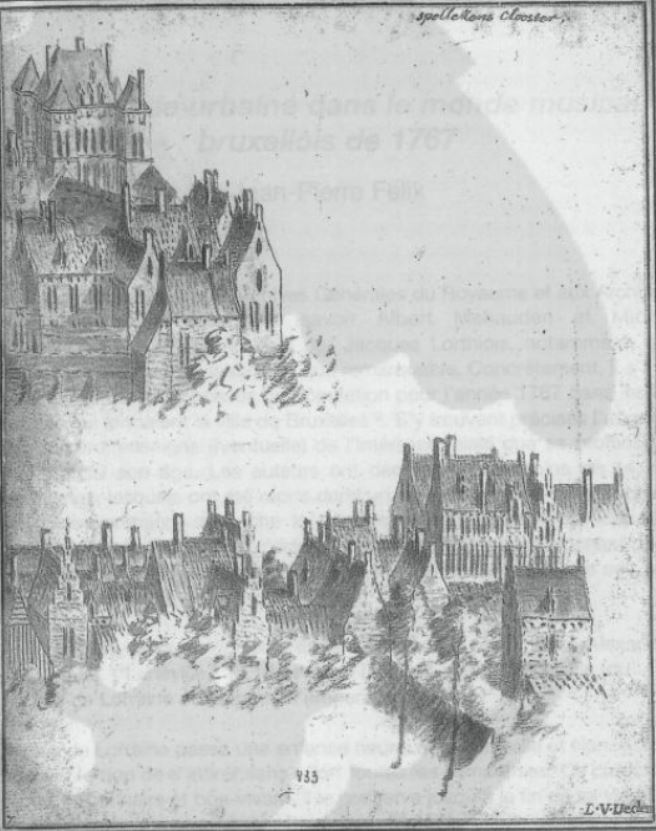
Potloodschets van het Spellekens Clooster, ca. 1700

Engelse dominicanessen hadden van 1669 tot 1794 een priorij met pensionaat in Brussel. De stad was een van de grote recusantencentra op het vasteland, met ook benedictinessen en kortstondig franciscanessen. Het klooster van de dominicanessen was een toevluchtsoord voor jacobieten en een schakel in hun continentale netwerk.

## Geschiedenis
Het ballingenklooster van tweede orde dominicanessen was een initiatief van Philip Howard, een Engels geestelijke die gevlucht was en reeds in Bornem een dominicanenhuis gesticht had. Later zou hij in Antwerpen tot kardinaal van Norfolk worden gewijd (1675). Om de weerstand van zijn superieuren te overwinnen, beloofde Howard dat de gemeenschap niets zou kosten aan de orde. Daarop kreeg hij toestemming van magister-generaal Giovanni Battista de Marinis, en kocht hij een huis op de Meer in Vilvoorde dat hij liet ombouwen tot klooster. Toen de nonnen het in 1661 betrokken, richtten ze de facto hun orde herop, want de laatste Engelse predikherinnen waren bijna een eeuw eerder uitgestorven in Engelendale bij Brugge. Na enige groeipijnen was de Vilvoordse gemeenschap in 1668 matuur genoeg om de Vlaamse nonnen – die bijstand en leiding waren komen geven – terug naar Temse te sturen.
Vanwege oorlogsdreiging, of mogelijk omdat ze in Vilvoorde werden buitengekeken, vroegen de dominicanessen om zich in Brussel te mogen vestigen. Het aartsbisdom was akkoord maar hun verzoek botste op een weigering van de stadsmagistraat, die evenwel plooide na tussenkomst van landvoogd Velasco. In 1669 kocht Howard de nonnen voor 20.000 florijnen de residentie van de Brusselse oratorianen in de Krieckelrye Straete, bekend als het Spellekenshuys (naar de vroegere eigenaar Jan 'Spelleken' Grouwels, een medewerker van Alva die slecht aan zijn einde kwam). De drie communicerende tuinterrassen vormden een 'theater' dat een indrukwekkend uitzicht bood vanuit de bovenstad. Zes koorzusters en twee lekenzusters namen er in maart 1669 hun intrek. Voor inkomsten konden ze naast hun weldoener rekenen op een Guest-House, die nabij hun klooster was aangekocht met de opbrengst van het Vilvoordse huis.
Een andere bron van inkomsten was de meisjesschool, activiteit die slechts uitzonderlijk te verzoenen was met de voorschriften van de dominicanessenregel. Er bestaan weinig gegevens over, maar dat ze bestond blijkt uit het (vergeefse) verzoek van kardinaal Howard aan zijn broer Henry, de zesde hertog van Norfolk, om de aantrekkingskracht van de school te verhogen door er zijn dochters heen te sturen (1680). De kostschool zou effectief uitgroeien tot een instelling die Britse expats aantrok en meer en meer ook Brusselse meisjes die de taal van de handel wilden leren. Niettemin bleef de school tot 1782 geheel officieus, mogelijk omdat het voor Engelsen strafbaar was hun kinderen erheen te sturen.
Een geval van heiligschennis schokte op 7 april 1705 de gemeenschap: de monstrans was ontvreemd uit de kapel. Na enkele dagen bleek de dader Jan Jacobs te zijn, een metselaar en buur die regelmatig in de zondagsmis diende. Opgesloten in de Steenpoort, bekende hij dat de waardevolste onderdelen verpatst waren en de rest begraven, maar hij gaf niets prijs over het lot van de hosties. Op 26 mei aanhoorde hij zijn doodsvonnis. 's Anderendaags werd hij naar het klooster gevoerd voor een geseling, waarna het naar de Grote Markt ging voor de executie. Nadat Jacobs eerst nog opbiechtte dat hij de hostie had opgegeten, hakte de beul zijn rechterhand af en werd hij gewurgd. Zijn lijk werd verbrand en buiten de stad tentoongesteld. Een jaar na het incident verleende de paus een volle aflaat aan het klooster. Voortaan noemde het zich Our Lady of Reparation.
Het contemplatieve klooster steunde op zijn manier de jacobitische zaak en bad vurig voor de herkatholisering van de Britse eilanden. Onder priores Mary Rose Howard bereikten de intriges een hoogtepunt. Samen met hertogin Elizabeth Gordon verzorgde ze het contact tussen 'Old Pretender' James Francis Edward, die na een mislukte machtsgreep in Rome leefde, en kardinaal Francis Attenbury. Een nieuwe priores, de Ierse Julia Browne, probeerde in 1730 tussenbeide te komen. Er ontstond een conflict met Howard, wiens papieren in haar cel in beslag werden genomen. Howard wendde zich tot James Francis Edward, waarop de dominicaanse magister-generaal zich in haar voordeel uitsprak: ze mocht zonder begeleiding verwanten ontvangen en ongelezen corresponderen. De mislukte opstand van 1745 doofde het activisme enigszins. De Engelse katholieken hadden een vermogen gespendeerd aan de zaak, wat zijn weerslag had op de inkomsten van de dominicanessen.
Nog onder Julia Browne verscheurde een ander conflict de gemeenschap. Tegen hun zin had de priores steun toegezegd – financieel en door detachering – aan de oprichting van een Brussels refugehuis door de Ierse dominicanessen van Drogheda (1734). Het verzet dwong Browne tot ontslag. Ze verliet het klooster en richtte na veel geprocedeer het concurrerende huis op, dat evenwel een efemeer bestaan kende (1737-39).
Ondertussen waren de gebouwen van het Spellekensklooster, gespaard door het bombardement van 1695, uit zichzelf in verval geraakt. In 1733 en 1737 kochten de dominicanessen grond langs de Onze-Lieve-Vrouw-ter-Sneeuwstraat met het oog op een nieuwbouw. Ze verzamelden voldoende middelen om in 1755 een aanvraag te doen, maar het stadsbestuur weigerde. Pas nadat een rapport tot de bevinding kwam dat de situatie serieus onveilig was, konden de predikherinnen een nieuw klooster bouwen aan de achterzijde van hun tuin (1777-78). De sponsors, waaronder Brusselse families, brachten hun wapenschilden aan in de brandglasramen.
Enige jaren later werden de nonnen bedreigd door de afschaffing van de onnutte kloosters onder keizer Jozef II. Dit was het sein om hun school te regulariseren (1782).
Nadat de Fransen Brussel waren binnengetrokken, volgde op 6 maart 1793 een driedaagse plundering die ook de dominicanessen trof. Even bracht de Oostenrijkse restauratie hoop, snel de bodem ingeslagen door de terugkeer van de Franse revolutionairen. De nonnen van het Spellekensklooster waren dubbel verdacht: Engels en religieus. Ze sloegen op de vlucht en slaagden erin enkele dagen vóór de beslissende slag bij Fleurus in te schepen in Antwerpen. Na tien dagen Rotterdam en zes weken Londen konden ze terecht in Hartpury bij Gloucester. Via Atherstone (1839) en Hurst Green (1859) belandden ze op het eiland Wight (1866). Daar hielden ze hun Carisbrooke Priory levendig tot 1989. Met hen verdween de dominicanessenorde een tweede keer uit Engeland.
Het Brusselse klooster is op 6 mei 1797 verkocht als nationaal goed en begin 19e eeuw afgebroken. Op zijn plaats kwamen de Jardins d'Idalie. Door de complete heraanleg van de Ter-Sneeuwwijk in 1875 is er zelfs geen straatnaam die aan de dominicanessen herinnert.

## Voetnoten
1. ↑  Akte van 3 april 1660
2. ↑  Notariële akte van 5 juli 1664
3. ↑  Pascal Majérus, Norfolk's rising Hill in Brussels. Le couvent des dominicaines anglaises à Bruxelles (17e-18e siècles)[dode link], in: Cahiers bruxellois, nr. 38, 2005, p. 59
4. ↑  George Fricx, Description de la ville de Bruxelles, 1743, p. 171-172
5. ↑  An act against Jesuits, seminary priests, and such other like disobedient persons (1585)
6. ↑  Sarah Apetrei, Religion and Women in Britain, c. 1660–1760, 2016, p. 87-89. Gearchiveerd op 28 juni 2023.
7. ↑  L. Robyns de Schneidauer, "Un petit armorial bruxellois. Le décor héraldique des vitraux aujourd'hui disparus du couvent des Dominicains anglais à Bruxelles", in: Bulletin de la Société Royale d'Archéologie de Bruxelles, 1945, p. 5-14